# Epplas

Ansicht vor Ort

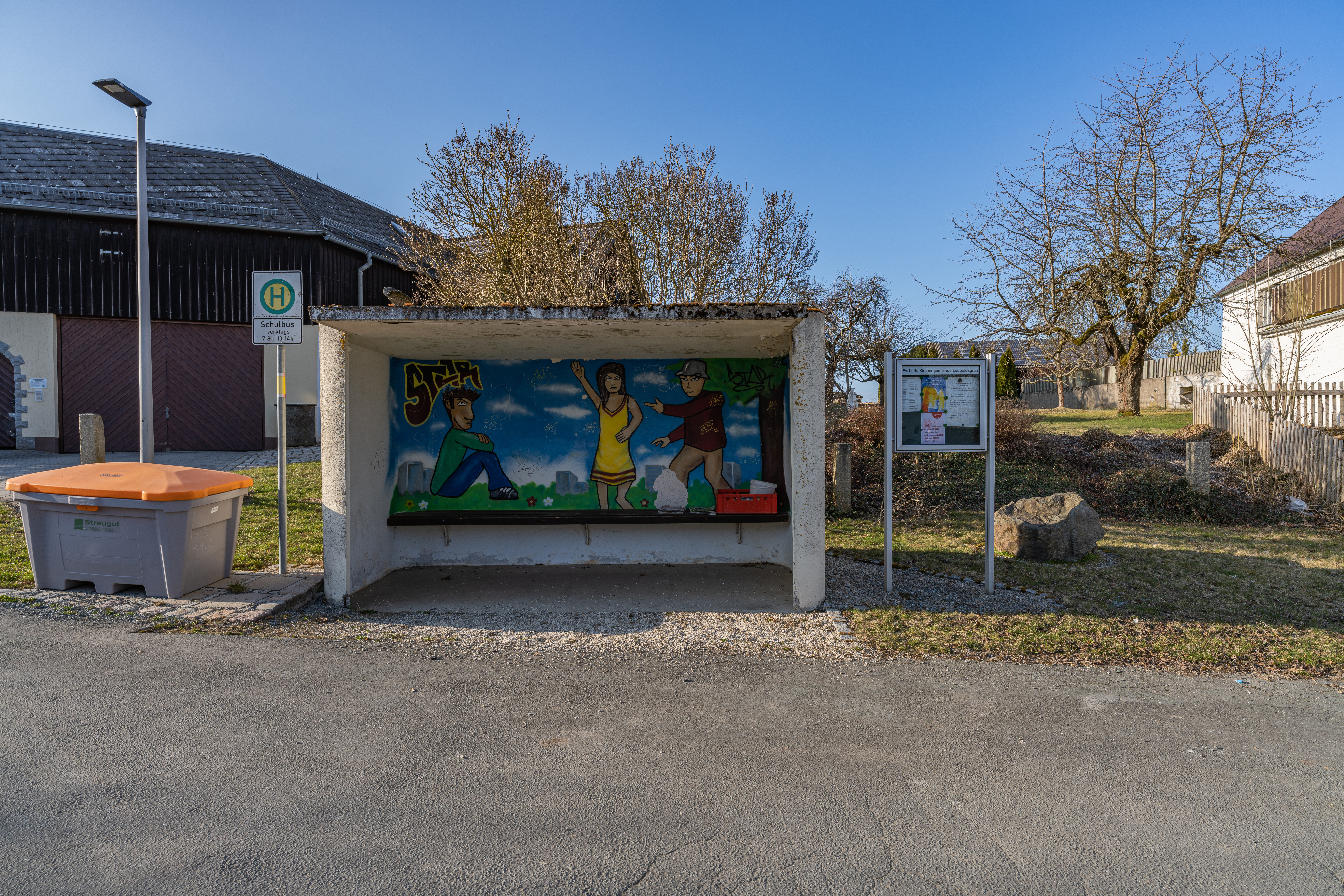
Ortskern von Epplas

Epplas ist ein Stadtteil der kreisfreien Stadt Hof (Regierungsbezirk Oberfranken, Bayern). Epplas liegt in der Gemarkung Wölbattendorf. Zum Stadtteil Epplas gehört die Epplasmühle.

## Geografie
Das Dorf ist ländlich geprägt, die meiste Fläche machen Wiesen, Felder und Baumformationen aus. Eine Gemeindeverbindungsstraße führt zur Kreisstraße HO 7 (1,4 km westlich) bzw. nach Wölbattendorf (1,2 km südwestlich). Ein Anliegerweg führt zur Epplasmühle (0,4 km nordöstlich).

## Geschichte
Im Jahr 1348 schenkten die Vögte von Weida dem Klarissenkloster Hof Güter in Epplas. Epplas war später ein bayreuthisches Mannlehen, das gegen Ende des 18. Jahrhunderts den Herren von Reitzenstein zu Hartungs gehörte. Der Ort bestand aus acht Anwesen. Grundherren waren die Reitzensteiner (4 Anwesen), das Hospitalamt Hof (1 Anwesen) und das Kastenamt Hof (3 Anwesen).
Von 1797 bis 1810 unterstand Epplas dem Justiz- und Kammeramt Hof. Infolge des Ersten Gemeindeedikts wurde Epplas dem 1812 gebildeten Steuerdistrikt Köditz und der zugleich entstandenen Ruralgemeinde Wölbattendorf zugewiesen. Am 1. Mai 1978 wurde Epplas im Zuge der Gebietsreform in Bayern nach Hof eingemeindet.

### Einwohnerentwicklung
| Jahr      | 1799  | 1819  | 1861   | 1871   | 1885   | 1900   | 1925   | 1950   | 1961   | 1970   | 1987   | 2007 |
| Einwohner | 53    | *71   | *72    | 63     | 82     | 74     | 66     | 68     | 60     | 50     | 38     | *51  |
| Häuser    | 8     |       |        |        | 11     | 9      | 9      | 9      | 10     |        | 13     |      |
| Quelle    | [ 5 ] | [ 6 ] | [ 10 ] | [ 11 ] | [ 12 ] | [ 13 ] | [ 14 ] | [ 15 ] | [ 16 ] | [ 17 ] | [ 18 ] |      |

## Religion
Epplas ist seit der Reformation evangelisch-lutherisch geprägt und bis heute nach Leupoldsgrün gepfarrt.

## Angebot
Neben Wohneinheiten bietet Epplas einen Komposthof und ein Restaurant. In der Straße Epplasmühle bei Epplas gibt es ein Sägewerk. Im Zentrum befindet sich eine Bushaltestelle, die unter anderem auch für Schulbusse genutzt wird. Mehrere Gebäude sind mit Photovoltaikanlagen ausgestattet.